# 2000-es Formula–1 brazil nagydíj
A brazil nagydíj volt a 2000-es Formula–1 világbajnokság második futama.

## Futam
Eredmények
|     | Rsz. | Versenyző             | Csapat             | Körök | Idő/Kiesések  | Start | Pontok |
| --- | ---- | --------------------- | ------------------ | ----- | ------------- | ----- | ------ |
| 1   | 3    | Michael Schumacher    | Ferrari            | 71    | 1h31:35.2     | 3     | 10     |
| 2   | 11   | Giancarlo Fisichella  | Benetton-Playlife  | 71    | +39.898       | 5     | 6      |
| 3   | 5    | Heinz-Harald Frentzen | Jordan-Mugen-Honda | 71    | +42.268       | 7     | 4      |
| 4   | 6    | Jarno Trulli          | Jordan-Mugen-Honda | 71    | +1:12.780     | 12    | 3      |
| 5   | 9    | Ralf Schumacher       | Williams-BMW       | 70    | +1 Kör        | 11    | 2      |
| 6   | 10   | Jenson Button         | Williams-BMW       | 70    | +1 Kör        | 9     | 1      |
| 7   | 19   | Jos Verstappen        | Arrows-Supertec    | 70    | +1 Kör        | 14    |        |
| 8   | 18   | Pedro de la Rosa      | Arrows-Supertec    | 70    | +1 Kör        | 16    |        |
| 9   | 23   | Ricardo Zonta         | BAR-Honda          | 69    | +2 Kör        | 8     |        |
| 10  | 21   | Gaston Mazzacane      | Minardi-Fondmetal  | 69    | +2 Kör        | 20    |        |
| KIZ | 2    | David Coulthard       | McLaren-Mercedes   | 71    | Kizárva       | 2     |        |
| Ki  | 8    | Johnny Herbert        | Jaguar-Cosworth    | 51    | Váltó         | 17    |        |
| Ki  | 20   | Marc Gené             | Minardi-Fondmetal  | 31    | Motor         | 18    |        |
| Ki  | 1    | Mika Häkkinen         | McLaren-Mercedes   | 30    | Olajnyomás    | 1     |        |
| Ki  | 4    | Rubens Barrichello    | Ferrari            | 27    | Hidraulika    | 4     |        |
| Ki  | 7    | Eddie Irvine          | Jaguar-Cosworth    | 20    | Kicsúszás     | 6     |        |
| Ki  | 22   | Jacques Villeneuve    | BAR-Honda          | 16    | Váltó         | 10    |        |
| Ki  | 14   | Jean Alesi            | Prost-Peugeot      | 11    | Elektronika   | 15    |        |
| Ki  | 15   | Nick Heidfeld         | Prost-Peugeot      | 9     | Motor         | 19    |        |
| Ki  | 12   | Alexander Wurz        | Benetton-Playlife  | 6     | Motor         | 13    |        |
| Vi  | 16   | Pedro Diniz           | Sauber-Petronas    | 0     | Biztonsági ok | 0     |        |
| Vi  | 17   | Mika Salo             | Sauber-Petronas    | 0     | Biztonsági ok | 0     |        |

## A világbajnokság élmezőnyének állása a verseny után
| H  | Versenyzők            | Pont | H  | Konstruktőrök      | Pont |
| -- | --------------------- | ---- | -- | ------------------ | ---- |
| 1. | Michael Schumacher    | 20   | 1. | Ferrari            | 26   |
| 2. | Giancarlo Fisichella  | 8    | 2. | Benetton-Playlife  | 8    |
| 3. | Rubens Barrichello    | 6    | 3. | Jordan-Mugen-Honda | 7    |
| 4. | Ralf Schumacher       | 6    | 4. | Williams-BMW       | 7    |
| 5. | Heinz-Harald Frentzen | 4    | 5. | BAR-Honda          | 4    |

## Statisztikák
Vezető helyen:
- Mika Häkkinen: 8 (1 / 23-29)
- Michael Schumacher: 61 (2-20 / 30-71)
- Rubens Barrichello: 2 (21-22)

Michael Schumacher 37. győzelme, 40. leggyorsabb köre,  Mika Häkkinen 23. pole-pozíciója.
- Ferrari 127. győzelme.